# Luxoft
Luxoft је швајцарско предузеће за развој софтвера са седиштем у Цугу. Основано је 2000. године, а налази се у власништву америчког предузећа DXC Technology.
Запошљава више од 17.000 радника широм света. Највеће канцеларије се налазе у САД, Пољској, Немачкој, Украјини, Сингапуру и Србији.

## Аквизиције
| Назив предузећа | Држава               | Датум аквицизије | Референца |
| --------------- | -------------------- | ---------------- | --------- |
|                 | САД                  | 2014.            | [ 3 ]     |
|                 | Уједињено Краљевство | 2015.            | [ 4 ]     |
|                 | Немачка              | 2016.            | [ 5 ]     |
|                 | Шведска              | 2016.            | [ 6 ]     |
|                 | САД                  | 2016.            | [ 7 ]     |
|                 | Украјина             | 2017.            | [ 8 ]     |
|                 | Сингапур             | 2017.            | [ 9 ]     |
|                 | Швајцарска           | 2017.            | [ 10 ]    |
|                 | САД                  | 2018.            | [ 11 ]    |
|                 | Немачка              | 2018.            | [ 12 ]    |
|                 | Немачка              | 2020.            | [ 13 ]    |